# 印度宗教暴力
印度宗教暴力，或稱印度宗教衝突，包括一个宗教团体的追随者对另一个宗教团体的所有者和机构的暴力行为，通常以骚乱的形式。 印度的宗教暴力通常涉及印度教徒和穆斯林。
尽管印度宪法對世俗和宗教宽容，包括政府在内的社会各个方面都要有广泛的宗教代表性，印度国家人权委员会和国家少数民族委员会等自治机构发挥的积极作用，以及基层工作正在由于宗教暴力的根源往往深入印度的历史、宗教活动和政治，因此往往会发生零星的、有时甚至是严重的宗教暴力行为。    
除了印度国内组织，國際特赦组织和人权观察等国际人权组织发布了关于印度宗教暴力行为的报告 。从2005年到2009年間，平均每年有130人死于種族群體間的暴力，即每10万人中有0.01人死亡。马哈拉施特拉邦报告了该五年期间与宗教暴力有关的死亡总数最高，而中央邦在2005年至2009年間，每年每100,000人的死亡率最高。  2012年，印度各地共有97人死于与宗教暴力有关的各种骚乱。 
美國國際宗教自由委員會在迫害宗教少数群体方面将印度列为二级，与伊拉克和埃及相同。在2018年的一份报告中，美國國際宗教自由委員會指控印度教民族主义团体通过对非印度教徒的暴力、恐吓和骚扰，来“藏紅花化”印度。 大约三分之一的州政府对非印度教徒实施了反皈依和/或反屠宰牛法律，暴民对家庭世代从事乳制品、皮革或牛肉贸易的穆斯林施以暴力，并反对基督徒传教。保護奶牛中的私刑暴民在2017年杀死了至少10名受害者。   
许多历史学家认为，印度獨立後的宗教暴力是英国殖民当局在英屬印度时代所奉行的分而治之政策的产物，当地行政人员将印度教徒和穆斯林相互对抗，这是一种策略导致了印度的分裂。 

## 相關事件
2002年，莫迪所執政古吉拉特邦時曾發生過宗教暴力衝突，以印度教徒與穆斯林為衝突，最終造成上千人死亡，其中以穆斯林為主。
2019年，印度《公民身分法》修正案規定，來自孟加拉、阿富汗與巴基斯坦受到壓迫的難民，凡是信仰印度教、錫克教、佛教、基督教、耆那教與祆教，並且在2014年12月31日之前來到印度，將獲得公民身分，但穆斯林不在安排其中，被部分人批評以宗教為區分，排擠和邊緣化穆斯林難民，讓其難以取得公民身分，認為排他性的印度教民族主義再次推進，引發當地大規模衝突。

## 统计数据

2012年印度每100,000人的骚乱发生率。喀拉拉邦报告的2012年骚乱发生率最高，而旁遮普邦和梅加拉亚邦报告的骚乱发生率为零。

| 年   | 事故 | 死亡人数 | 受伤 |
| ---- | ---- | -------- | ---- |
| 2005 | 779  | 124      | 2066 |
| 2006 | 698  | 133      | 2170 |
| 2007 | 761  | 99       | 2227 |
| 2008 | 943  | 167      | 2354 |
| 2009 | 849  | 125      | 2461 |
| 2010 | 701  | 116      | 2138 |
| 2011 | 580  | 91       | 1899 |
| 2012 | 668  | 94       | 2117 |
| 2013 | 823  | 133      | 2269 |
| 2014 | 644  | 95       | 1921 |
| 2015 | 751  | 97       | 2264 |
| 2016 | 703  | 86       | 2321 |
| 2017 | 822  | 111      | 2384 |

## 參看
- 印度宗教